# Сеттерлунд, Рольф
Рольф Сеттерлунд (род. 2 января 1942 года в Лудвике) — бывший шведский футболист (полузащитник) и хоккеист с мячом, также работал футбольным тренером.

## Карьера
Сеттерлунд начал профессиональную карьеру в 1963 году в «Отвидаберге» из второго дивизиона, где отыграл два сезона. Затем он перешёл в «Сандекерн». С 1969 по 1971 год он играл во втором дивизионе за «Сандвикен», в этом же клубе играл в хоккей с мячом в первом дивизионе.
15 апреля 1972 года в возрасте 30 лет он дебютировал в Аллсвенскане в составе АИКа. К 1976 году он провел за клуб 117 игр и забил 11 голов в чемпионате. В 1976 году он смог вместе с командой выиграть Кубок Швеции по футболу.
В 1977 году Сеттерлунд перешёл в «Браге», где стал играющим тренером. Он выступал за клуб до 1980 года и благодаря хорошим выступлениям в последнем сезоне он был награждён шведским Золотым мячом. В возрасте 38 лет он стал самым возрастным лауреатом награды. Примечательно, что Сеттерлунд никогда не играл за сборную Швеции.
В 1981 году Сеттерлунд возглавил свой бывший клуб АИК. В 1983 году он смог вывести команду на первое место в Аллсвенскане. Тогда по регламенту чемпион определялся по результатам плей-офф, там в полуфинале с общим счётом 3:2 АИК уступил «Гётеборгу». В 1985 году он выиграл с командой Кубок Швеции, в финале по пенальти со счётом 4:3 его команда обыграла «Эстер». В 1986 году он расторг контракт.
С 1987 года Сеттерлунд тренировал «Эребру», который вернул в Аллсвенскан после десяти лет во втором дивизионе. В 1992 году он покинул клуб и в 1993 году возглавил «Спорвеген» из второго дивизиона, но покинул клуб после всего лишь одного сезона. Его следующим клубом стал «Мальмё». В 1997 году он стал у руля «Хаммарбю» из второго дивизиона, с которым поднялся в Аллсвенскан.